# Каменка (Сысертский муниципальный округ)
Ка́менка — посёлок в Сысертском районе Свердловской области России. Входит в Сысертский муниципальный округ.

## Население
| 2002 | 2010 | 2021 |
| ---- | ---- | ---- |
| 631  | ↘587 | ↘273 |

## География
Поселок Каменка расположен в живописной лесной местности, преимущественно на правом берегу реки Каменки (левого притока реки Сысерти), которая в черте посёлка образует небольшой пруд. Посёлок находится к юго-юго-востоку от Екатеринбурга и в 6 километрах к северо-западу от города Сысерти (по дорогам в 7 километрах). В XIX веке по берегам реки Каменки находили кости древних животных (мамонтов, носорогов и прочих), золото и драгоценные камни.
Возле северо-восточной границы посёлка проходит непассажирская железнодорожная ветка Сысерть (Екатеринбург) — Турбинная (Сысерть).
Современная граница посёлка Каменка была установлена 25 октября 2007 года.

## Инфраструктура
В 2005 году в Каменке была возведена православная церковь святых Киприана и Иустины. Храм белокаменный, пятиглавая, с аркой при входе.
В посёлке работают сельский клуб с библиотекой, школа, детский сад, фельдшерско-акушерский пункт и два магазина.
До Каменки можно добраться на автобусе из Сысерти.

### Промышленность
ООО «ТехПромСервис» (производство спецодежды).